# Артур Вейтояну
Артур Веітойану (рум. Arthur Văitoianu; *14 квітня 1864, Ізмаїл — †17 червня 1956, Бухарест) — генерал румунської армії Першої світової війни.

## Біографія
Після закінчення війни зайнявся політикою, займав посаду прем'єр-міністра Румунії в 1919 (4 вересня — 12 грудня). Під час авторитарного режиму, встановленого королем Карлом II був призначений королівським радником.
Протягом більшої частини своєї політичної кар'єри Веітойану був членом Національно-ліберальної партії.
Після Другої світової війни він був заарештований комуністичною владою і позбавлення волі на сім років у в'язниці Сігет.
Помер в 1956 і був похований поруч із мавзолеєм маршала Авереску.

## Нагороди
- Орден Корони Румунії;
- Медаль «Avântul Țării»;
- Орден Михая Хороброго.